# Ковитванит, Франциск Ксаверий Криенгсак
Франциск Ксаверий Криенгсак Ковитванит (тайск. ฟรังซิสเซเวียร์ เกรียงศักดิ์ โกวิทวาณิช; род. 27 июня 1949, Банрак, Таиланд) — таиландский кардинал. Епископ Накхонсавана с 7 марта 2007 года по 14 мая 2009 год. Архиепископ Бангкока с 14 мая 2009 по 27 июня 2024. Кардинал-священник с титулом церкви Санта-Мария-Аддолората с 14 февраля 2015.

## Биография
Франциск Ксаверий Криенгсак Ковитванит родился 27 июня 1949 года в Банраке, Таиланд. Обучался в начальной католической семинарии святого Иосифа в Сампране. С 1970 по 1976 год изучал философию и теологию в Урбанианском университете в Риме. 11 июля 1976 года был рукоположён в священника. Служил викарием в церкви Рождества Пресвятой Девы Марии в Банпане и затем в церкви Вознесения Господня в Кохвае. С 1979 по 1981 год был вице-ректором в начальной семинарии святого Иосифа. С 1982 по 1983 год обучался в Риме в Григорианском университете. C 1983 по 1989 год был ректором семинарии святого Семейства в Накхонратчасиме. 
С 1993 года был секретарём Конференции католических епископом Таиланда. В 2000 году был назначен настоятелем церкви Пресвятой Девы Марии Лурдской в городе Хуатаки. С 2003 года служил в Успенском соборе в Бангкоке и одновременно был секретарём совета священников бангкокской архиепархии.
7 марта 2007 года Римский папа Бенедикт XVI назначил Франциска Ксаверия Криенгсака Ковитванита епископом Накхонсавана. 2 июня 2007 года состоялось рукоположение Франциска Ксаверия Криенгсака Ковитванита в епископа, которое совершил кардинал Михаил Мичаи Китбунчу.
14 мая 2009 года был назначен архиепископом Бангкока.
27 июня 2024 года Папа Франциск принял отставку кардинала Ковитванита с поста архиепископа Бангкока.

## Кардинал
4 января 2015 года, во время чтения молитвы Angelus, Папа римский Франциск объявил, что Франциск Ксаверий Криенгсак Ковитванит будет возведён в кардиналы на консистории от 14 февраля 2015 года.